# Pauropus globulus
Pauropus globulus är en mångfotingart som beskrevs av Hilton 1930. Pauropus globulus ingår i släktet grovfåfotingar, och familjen fåfotingar. Inga underarter finns listade i Catalogue of Life.